# ساوه‌شاه

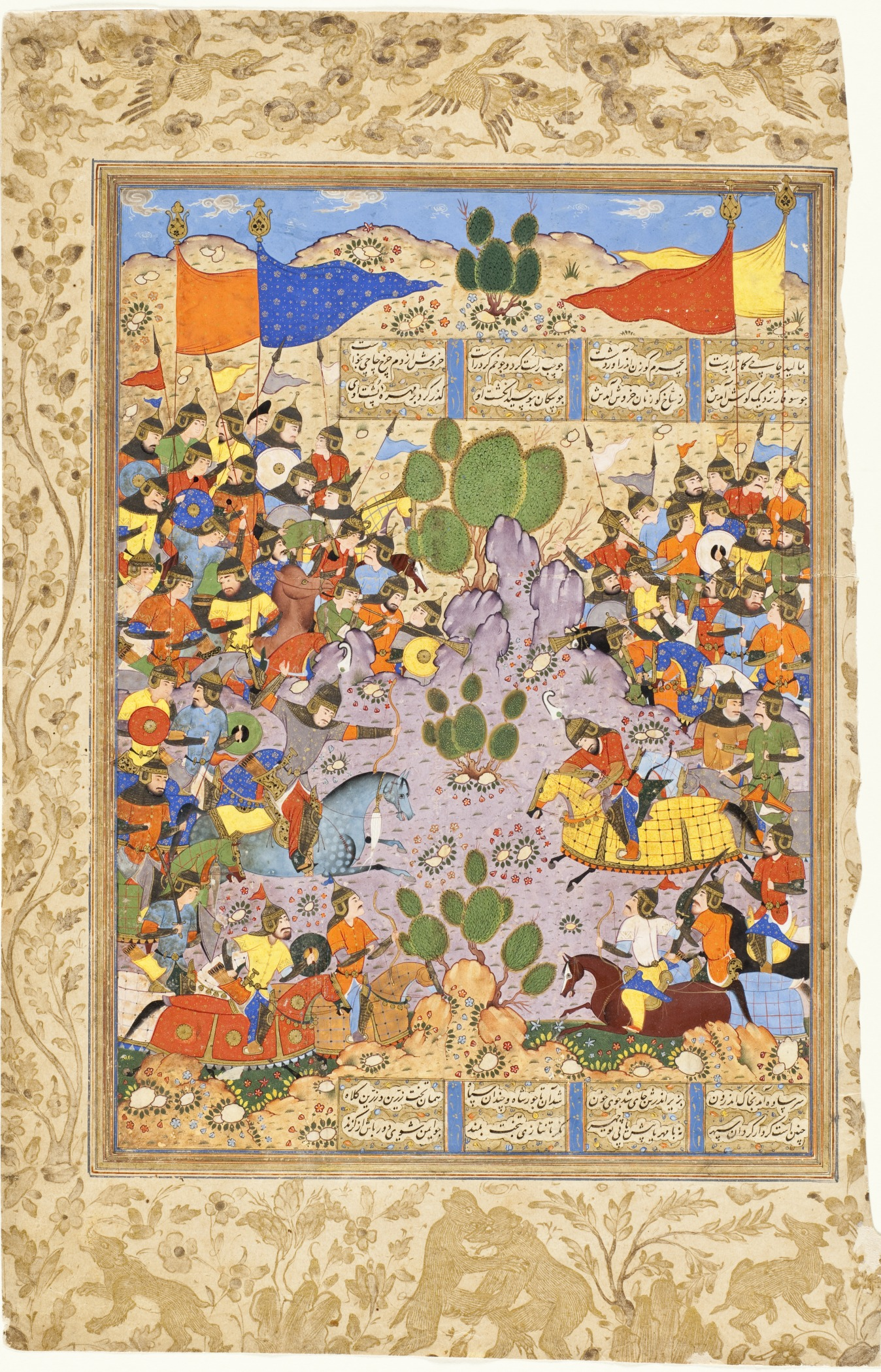
نبرد بهرام چوبین با ساوه‌شاه در شاهنامه فردوسی که در موزه هنر شهرستان لس آنجلس نگهداری می‌شود.

باغا خاقان هفتمین خاقان (۵۸۷–۵۸۸ میلادی) گوک‌ترک‌های شرقی در جریان آشوب داخلی خاقانات گوک‌ترک بود. او در منابع چینی به عنوان Chǔluóhóu (处罗侯) و در متون ساسانی به عنوان ساوه‌شاه ذکر شده است.

## حمله به قلمرو ساسانی
بنابر روایت منابع فارسی، در سال ۵۸۸ میلادی ساوه شاه همراه با رعایای هپتالی خود به قلمرو ساسانی حمله کردند و به تسخیر شهرهای بلخ، تالقان، بادغیس و هرات پرداختند. شورای جنگ اضطراری در تیسفون تشکیل شد که در آن بهرام چوبین، فرمانده سواره‌نظام از خاندان مهران، به عنوان فرماندهی لشکر برگزیده شد و فرمانداری خراسان به او سپرده شد. قوای بهرام در نیشابور جمع شد و متشکل از ۱۲۰۰۰ سرباز گزیده شده بود که شامل سواره‌نظام، پیاده‌نظام دیلمی و فیل‌های جنگی بود. در سال ۵۸۸ میلادی ساسانیان برای مقابله با خاقان از نیشابور به راه افتادند. طی نبرد خاقان کشته شد و در سال ۵۸۹ میلادی قوای ساسانیان هرات و بلخ را بازپس گرفتند و بهرام خزانه و تاج و تخت طلای خاقان را به‌دست‌آورد.

## مرگ
بر اساس روایت‌های منابع ترکی، باغا خاقان که خطر آپا را برطرف کرد، لشکرکشی به دولت گوک‌ترک غربی برای شکست تاردوش خاقان و بازگرداندن وحدت دولت ترتیب داد و توسط سپاه تاردوش خاقان شکست خورده و کشته شد.
با این حال بنابه گفته منابع فارسی، او ممکن است همان خاقان بزرگی باشد که در جریان نخستین جنگ شاهنشاهی ساسانیان و ترک‌ها که پیش از اوت ۵۸۹ میلادی اتفاق افتاد، با یک تیر توسط بهرام چوبین، فرمانده ایرانی کشته شد.

## در شاهنامه
ساوه‌شاه نام یکی از پادشاهان ترک زاد است که در عهد شاهان‌شاه هرمز چهارم ساسانی به ایران حمله کرد. جای گذر سپاه او دشت هری است. نام این خاقان ترک در اصل باغا خاقان بوده که در منابع ایرانی ساوه شاه آورده شده است.
در شاهنامه از اندازهٔ سپاه او چهارصد هزار نفر با هزار و دویست پیل جنگی یاد می‌شود.
هرمز برای رزم با او بهرام چوبینه را به عنوان سپهبد با سفارش مهران ستاد که یکی از در باریان شهنشاه کسری نوشین روان بود گزین می‌کند و سرانجام سپاه او را در هم می‌شکند و سر ساوه شاه را از تنش جدا می‌کند.

#### شعر شاهنامه
| بیامد ز راه هری ساوه شاه   |  | ابا پیل و با کوس و گنج و سپاه  |
| گر از لشکر ساوه‌گیری شمار   |  | برو چارصد بار بشمر هزار        |
| ز پیلان جنگی هزار و دویست  |  | تو گفتی مگر بر زمین راه نیست   |
| ز دشت هری تا در مرورود     |  | سپه بود آگنده چون تار و پود    |
| وزین روی تا مرو لشکر کشید  |  | شد از گرد لشکر زمین ناپدید     |
| به هرمز یکی نامه بنوشت شاه |  | که نزدیک خود خوان ز هر سو سپاه |
| برو راه این لشکر آباد کن   |  | علف ساز و از تیغ ما یاد کن     |
| برین پادشاهی بخواهم گذشت   |  | به دریا سپاهست و بر کوه و دشت  |